# فرد بولجو
فرد بولجو (به انگلیسی: Fred Buljo) با نام کامل فرد-رنه اوورگارد بولجو (به انگلیسی: Fred-René Øvergård Buljo) (زاده ۶ فوریهٔ ۱۹۸۸) خواننده نروژی است.
او عضو گروه کینو است.